# Manet M-90
Manet M-90 je název motocyklu vyráběného v letech 1947–1951 v Považských strojírnách v Považské Bystrici na Slovensku. Je to první poválečný motocykl nižší kubatury a byl to nejdostupnější motocykl v Československu. Byl také úspěšný ve sportu, v kategorii do 100 i 125 cm³. Celkem bylo vyrobeno 37 630 kusů.
Manet používal unikátní technologii dvojpíst – tzv. nesouměrný rozvod. Manet byl během výroby inovován. Dnes mnoho lidí tento motocykl renovuje, ale na veteránských výstavách je vidět málokdy. 
Motocykl se vyráběl v několika barevných provedeních: béžová, modrá (metalíza!, 1947/48) , zelená, červená. Motocykl je možné startovat nožní pákou, je vybaven akumulátorem pro elektrický klakson. Motor se vypíná dekompresorem, umístěným na hlavě válce, ovládací páčka dekompresoru je umístěna na řídítkách. Manet M90 byl spolehlivý motocykl s nízkou spotřebou paliva.

## Technické parametry
- Rám: trubkový ocelový
- Pohotovostní hmotnost: 72 kg
- Maximální rychlost: 65 km/hod.
- Spotřeba paliva: 1,5 l/100 km

## Fotogalerie

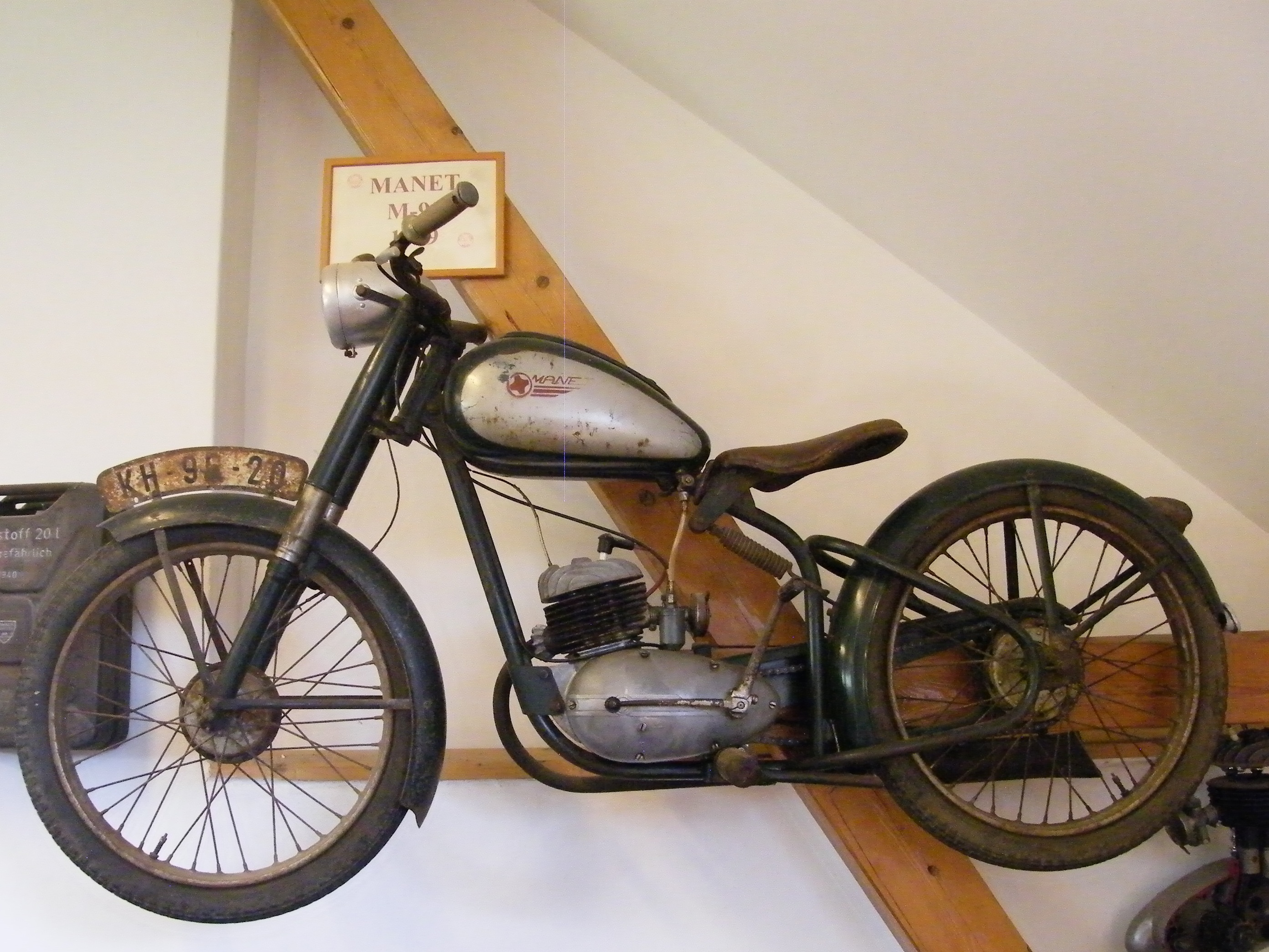
Manet M-90 (1949)
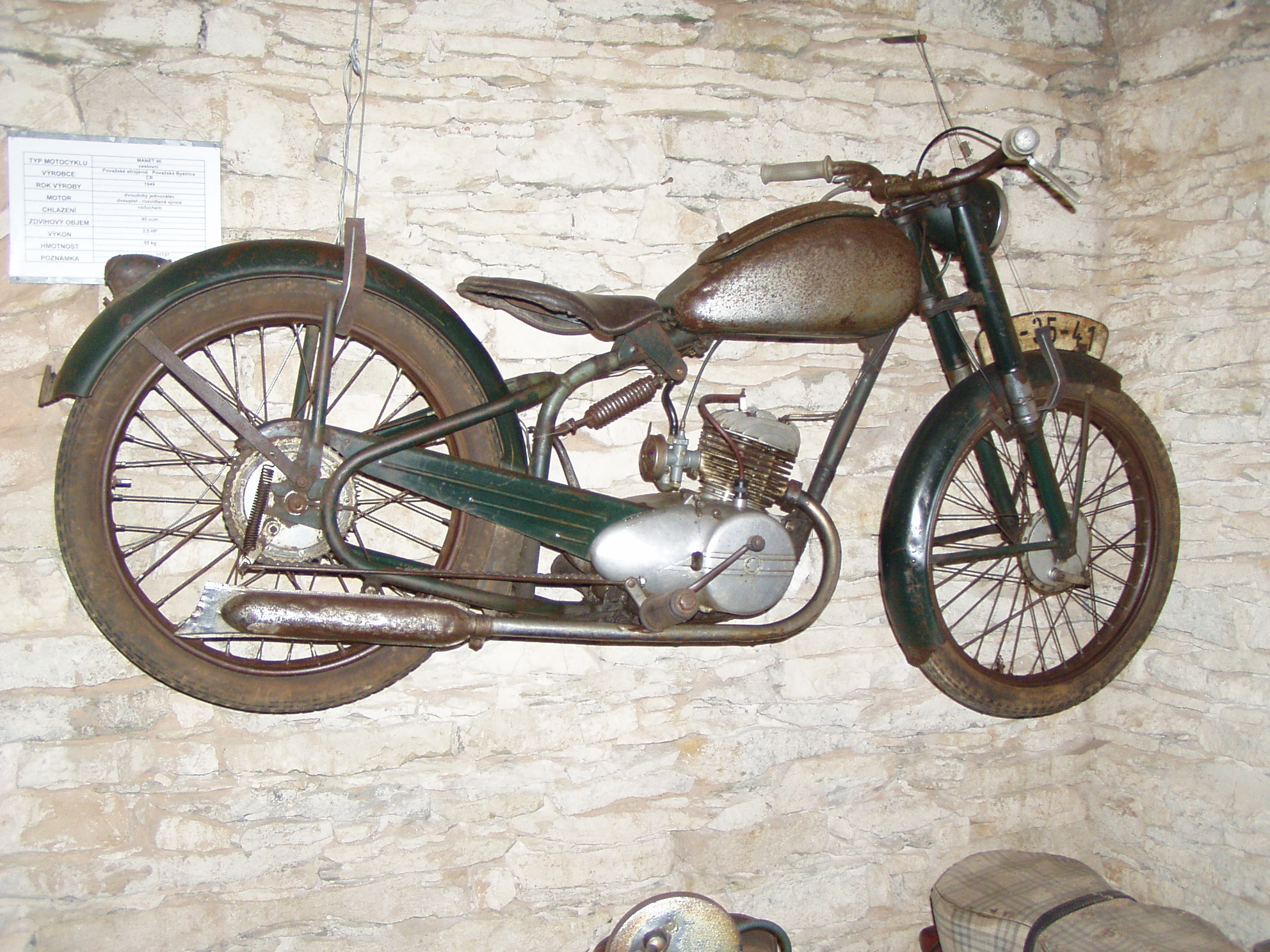
Manet M-90